# Język arczyński
Język arczyński (nazwa własna аршиштиб /aršištib/) – jeden z niewielkich języków kaukaskich, używany przez Arczynów. Należy do zespołu samurskiego, podgrupy dagestańskiej w grupie północno-wschodniej (nachsko-dagestańskiej) języków kaukaskich. Przez niektórych badaczy uważany jest za dialekt lezgińskiego.
Język ten używany jest przez maksymalnie ok. 1000 osób (2000) w osiedlu Arczin (Arczib) w południowym Dagestanie oraz sześciu niewielkich wioskach w okolicy. Nazwa języka wywodzi się od nazwy wsi, w której zamieszkują użytkownicy języka.
Język ten nie wykształcił piśmiennictwa. Jest używany wyłącznie w sytuacjach nieformalnych, w domu, wśród przyjaciół. W charakterze języka literackiego używany jest język awarski, jako największy język literacki Dagestanu. W edukacji i komunikacji ponadlokalnej używane są języki awarski i rosyjski. Arczyński jest zdecydowanie zagrożony wymarciem.
Znałazł się pod wpływem języków lakijskiego i awarskiego.
Studia nad językiem arczyńskim zapoczątkował niemiecki kaukazolog Adolf Dirr (1867–1930), publikując w 1908 r. w Tbilisi rozprawę pt. „Arczynskij jazyk”.